# Zápisky z podzemí
Zápisky z podzemí (rusky Записки из подполья, Zapiski iz podpolʹja) je novela Fjodora Michajloviče Dostojevského, která poprvé vyšla v roce 1864 v časopise Epocha. Toto relativně krátké dílo předchází řadě románů, považovaných za vrchol Dostojevského díla. 
Walter Kaufmann (1921–1980) je charakterizoval jako „předehru k existencialismu“.

## Obsah
Prózu uvádí krátký komentář autora, který poukazuje na to, že postavy a děj jsou sice vymyšlené, ale nejenže mohou, ale přímo se musí v současné společnosti vyskytovat.
Samotné slovo подполье [= помещение под полом, подвал] lze překládat jako „podzemí“, ale také jako „prostor pod podlahou“ (evokující hmyz a krysy).
Vlastní text je rozdělen do dvou stylově velmi odlišných částí: první („Podzemí“) má charakter eseje či vyznání, druhá („Mokrý sníh“) vypráví souvislý příběh a je někdy považována za samostatnou novelu.
Protagonistou a vypravěčem je přibližně čtyřicetiletý bývalý úředník. O jeho životě je odhaleno pouze to, že opustil státní službu, bydlí v ošklivém pokoji na okraji Petrohradu a žije z malého dědictví. První část Zápisků je koncipována jako přepis jeho myšlenek, a to jak o společnosti, tak o jeho vlastní osobě. Sám sebe popisuje jako zlého, zpustlého a šeredného; hlavním cílem jeho polemik a ostrých analýz je „moderní člověk“ a jím vytvořená společnost, kterou stíhá hořkými a cynickými komentáři a proti které vystupuje agresivně a pomstychtivě. Svůj vlastní úpadek považuje za přirozený a nutný. I když vypravěč tvrdí, že zápisky píše jen pro sebe, obrací se opakovaně na blíže neurčené publikum, jehož otázky zkouší předvídat.
Ve druhé části vypravěč popisuje několik minulých epizod ze svého života, svá selhání v úřadě, kde pracoval, i v mezilidských vztazích a v milostném životě. Jedna epizoda popisuje setkání se starými spolužáky, kteří na rozdíl od něj mají zajištěné postavení a chovají se k němu blahosklonně. Navazuje epizoda s chudou prostitutkou.

## Vznik
Dostojevskij napsal Zápisky v první polovině roku 1864 v Moskvě. V té době silně trpěl epilepsií a dalšími chronickými nemocemi a jeho finanční situace byla špatná. V tomto roce také zemřela Dostojevského žena Maria (15. dubna) i jeho bratr Michail (22. července).
První zmínka o Zápiscích z podzemí je známa z dopisu, který napsal Fjodor Dostojevskij 9. října 1859 svému bratru Michailovi. Dostojevskij plánoval napsat celkem tři části, které by zobrazily odlišná údobí života hlavního hrdiny. Výsledná kniha by měla mít název Исповедь (Zpověď). Na první části pracoval autor od ledna do února 1864, na druhé od března do května 1864. Po vydání druhé části se Dostojevskij rozhodl pod tíhou osobních problémů v díle nepokračovat. Podobu částí, které vyšly v Epoše, výrazně přepracoval tak, aby text tvořil dokončené dílo bez odkazů na další pokračování. Zápisky z podzemí vyšly v celistvosti v roce 1865.
Časopis Epocha, ve kterém se nakonec Zápisky objevily, vydával od března 1864 Dostojevského bratr Michail. Vzhledem k tomu, že časopis byl méně liberálně zaměřen než jeho předchůdce Vremja, trpěl úbytkem čtenářů. Zveřejnění textu, který obsahoval nepopulární názory a otevřeně se obracel proti ideám předloženým v Černyševského románu Co dělat?, ohrožovalo samotnou existenci časopisu. Dostojevskij byl ale o kvalitě Zápisků přesvědčen.

## Cenzurní zásah
10. kapitola první části byla značně postižena cenzurou.
Poté, co Dostojevskij obdržel první dvojčíslo Epochy, kde byly „Zápisky“ otištěny, a našel v něm kromě „strašných tiskových chyb“ i zásah cenzora, napsal 26. března 1864 svému bratrovi: „...bylo by lepší předposlední kapitolu (tu nejdůležitější, kde je vyjádřena vlastní myšlenka) vůbec netisknout, než ji otisknout tak, jak je, tj. s porušenými větami a s popíráním sebe sama. Ale co dělat? Ta svině cenzor, tam, kde jsem se všemu vysmíval a někdy předstíral, že se rouhám, – to prošlo, a kde jsem z toho všeho vyvozoval nutnost víry a Krista, – to bylo zakázáno...“.
Dostojevskij ani v pozdějších vydáních cenzurou odstraněné části nerekonstruoval. Možné vysvětlení předkládá Carol A. Flathová:
Tím, že na všech úrovních – dějové, charakterové, jazykové, argumentační i žánrové – zachoval všezahrnující dvojznačnost, dal Dostojevskij silný umělecký výraz duchovní paralýze, kterou diagnostikoval u svých současníků.

## Přijetí
Zápisky byly nejprve chápány především jako psychologická studie. Jedním z prvních obdivovatelů díla byl Friedrich Nietzsche, který je označil jako „opravdový dar psychologii“ a zahájil tím rozsáhlou recepci v německy mluvících zemích. Pro Nietzscheho byly Zápisky (které četl ve francouzském překladu) prvním setkáním s Dostojevským. 
Dochovaly se dopisy, ve kterých si nemůže Dostojevského novelu vynachválit za psychologicky geniální tah, jímž se vysmívá imperativu „poznej sám sebe“. Příběh člověka z podzemí lze vskutku číst tak, že ani nejjemnější náhledy sebepoznání ještě vůbec nepřidávají jejich nositeli na hodnotě.
Vedle toho byly Zápisky vnímány jako útok na Černyševského román Co dělat?, publikovaný v roce 1863. Tento román, který předkládal optimistickou představu revoluční přeměny společnosti, byl v té době velmi oblíbený mezi socialisty a revolucionáři v celé Evropě. Historické pozadí pro tuto představu představovala víra v pokrok, odvozená ze současných úspěchů v oblasti vědy a techniky a přenesená na společenské procesy. Tento způsob uvažování se stal terčem cynické kritiky bezejmenného vypravěče Zápisků, což přinejmenším v době jejich vydání nebylo oportunní.
Někteří kritici se pokoušeli text alespoň částečně číst autobiograficky, což obhajovali argumentem, že Dostojevskij sám měl velmi podobné názory jako vypravěč a některé podobné formulace dokonce použil ve svých dopisech. Tento přístup je ale sporný, protože v románu lze najít vyslovené mnohé názory, které jsou formulovány „na míru“ charakteru fiktivního protagonisty.
Je undergroundovým mužem sám Dostojevskij? Ne, ale chrlí mnohé Dostojevského myšlenky a antipatie. […] „Zápisky“ jsou […] důmyslným literárním dílem, nikoli traktátem: Dostojevskij sice vložil své vlastní myšlenky do úst geniálního člověka, ale zároveň ho podkopal jako sebedestruktivní trosku.
V literární vědě byly opakované pokusy nacházet paralely mezi postavami Zápisků a postavami Dostojevského pozdějších románů. Např. prostitutka Líza by mohla být považována za předobraz postavy Soni v Zločinu a trestu. Sám vypravěč se svou povahou, myšlenkovými experimenty a úvahami o morálce podobá Raskolnikovovi ze Zločinu a trestu nebo Nikolaji Stavroginovi z Běsů.
„Zápisky z podzemí“ mohou působit jako rozcvička před následujícím kolosem, Zločinem a trestem, ačkoli v některých klíčových ohledech jde o nesmlouvavější  knihu. […] Oběma fikcím je společný osamělý, neklidný, podrážděný hrdina a cit pro horečnaté, přeplněné ulice a putyky Petrohradu – pro atmosféru bezstarostné improvizace, zanedbanosti, sebezapření, krutosti, až špinavosti. Je to moderní město ve svém extrému.

## České překlady
- 1911, překlad Josef Pelíšek (dostupné online)
- 1923, překlad Karel Frypés (v rámci souboru: Štěpančikovo [sic] a jeho obyvatelé ; Zápisky z podpodlaží : ze zápisků neznámého)
- 1971, překlad Ruda Havránková (v rámci souboru: Setmělé obrazy, Praha: Odeon)
- 1989, překlad Jaroslav Tafel
- 1997, překlad Jaroslav Tafel a Ruda Havránková
- 1998, překlad Ruda Havránková[12]